# Перешоры
Перешоры (укр. Перешори) — село, относится к Подольскому району Одесской области Украины.
Село Перешоры было основано в конце 17 века бывшими казаками Бугского казачества(так известно о выделении земельных наделов казацкой старшине) и молдавскими дворянами из Бессарабии.
Колчаку Лукьяну Харитоновичу с братьями и родственниками, земельные наделы были выделены недалеко в слободе Бирносово.
Хотя начиная с 1804 года Колчаки и Кольчаки дворяне и шляхтичи были прихожанами Николаевской церкви с.Перешоры.
Подборка с Метрических книг по Колчак-Кольчак имеется http://forum.vgd.ru/post/1228/64002/p2216312.htm#pp2216312
Впоследствии в селе селились казаки из Азовского войска, Бугского и Донского казачества и крестьяне-переселенцы из Польши и Подольской губернии.
Евгений Чикаленко в своих «Воспоминаниях» указывал, что первыми жителями села были богатые землевладельцы, использовавшие труд беглецов из Польши, так называемых «бурлаков».
Старожилы села и сейчас рассказывают, что в Перешорах есть уголок «Польщаки», названный так потому, что когда-то там жили выходцы из Польши.
Православные церкви рядом были в с. Качуровка (Большая Качурова, Поноры) (Покровская церковь — 18 — - г. постройки), Кондратовка (Большая Кондратовка с.) (Богословская церковь — 1825 г. постройки), Перешоры (Полушоры-Ганьски) (Николаевская церковь — 1817 г. постройки)(записи по Метрикам присутствуют еще с 1811 годов).
Население по переписи 2001 года составляло 120 человек. Почтовый индекс — 66373. Телефонный код — 4862. Занимает площадь 1,05 км². Код КОАТУУ — 5122984860.

## Местный совет
66373, Одесская обл., Подольский р-н, с. Мардаровка